# 日本製紙パピリア
日本製紙パピリア株式会社（にっぽんせいしパピリア）は、日本製紙グループの特殊紙メーカーである。工業・食品用特殊紙や書籍用の薄葉紙を中心に生産している。
2008年の日本製紙グループ事業再編に伴い、三島製紙株式会社(みしませいし、英文社名：MISHIMA PAPER CO.,LTD)から社名を変更した。

## 事業所所在地
- 本社 - 東京都千代田区神田駿河台4丁目6
- 大阪営業支店 - 大阪府大阪市北区野崎町5-6 読売大阪ビル
- 生産拠点
  - 機能品事業部 - 静岡県富士市江尾90-2
  - 原田工場（第一製造課） - 静岡県富士市原田506
  - 原田工場（第二製造課） - 静岡県富士市依田橋37-1
  - 吹田工場 - 大阪府吹田市東御旅町11-46
  - 高知工場 - 高知県吾川郡いの町内野北町1

## 沿革
- 1918年（大正7年）7月25日 - 三島製紙株式会社設立。
- 1918年（大正7年）11月 - 駿陽製紙株式会社を合併、原田工場（現・原田工場第一製造課）が発足し営業開始。
- 1936年（昭和11年）9月 - 吹田製紙株式会社を合併、吹田工場発足。
- 1961年（昭和36年）10月2日 - 東証2部に上場。
- 1971年（昭和46年）2月 - 富岳興業株式会社の愛鷹工場を買収。
- 1989年（平成元年）11月 - 新富士工場（現・原田工場第二製造課）を新設。
- 2004年（平成16年）4月 - 大竹紙業株式会社を買収し、子会社化。
- 2005年（平成17年）7月 - 子会社の大竹紙業株式会社を吸収合併、大竹工場発足。
- 2008年（平成20年）
  - 1月28日 - 上場廃止。
  - 2月1日 - 株式交換により、日本製紙グループ本社が完全親会社となる。
  - 4月1日 - 会社分割（吸収分割）により、大竹工場を日本大昭和板紙に譲渡するとともに、日本大昭和板紙の高知工場（旧・日本大昭和板紙西日本の高知工場）を継承。同時に、日本製紙パピリア株式会社に社名変更。

## グループ会社
- 株式会社サンオーク
- 三島化工株式会社
- 大阪化工株式会社
- 高知化工株式会社
- ニュートランスポート株式会社